# Donskoi
Donskoi (russisch Донско́й) ist eine russische Stadt mit 64.552 Einwohnern (Stand 14. Oktober 2010) in der Oblast Tula. Sie liegt 65 km südöstlich der Gebietshauptstadt Tula.

## Geschichte
Erste urkundliche Erwähnung des Ortes stammt aus dem Jahr 1572. Ursprünglich wurde die Gegend Bobriki genannt, in Anlehnung an das Flüsschen Bobrik, dessen Name wiederum von Bobr – zu deutsch Biber – abstammt und vermutlich auf den damals reichhaltigen Bestand dieser Tiere in den Flüssen Zentralrusslands zurückgeht.

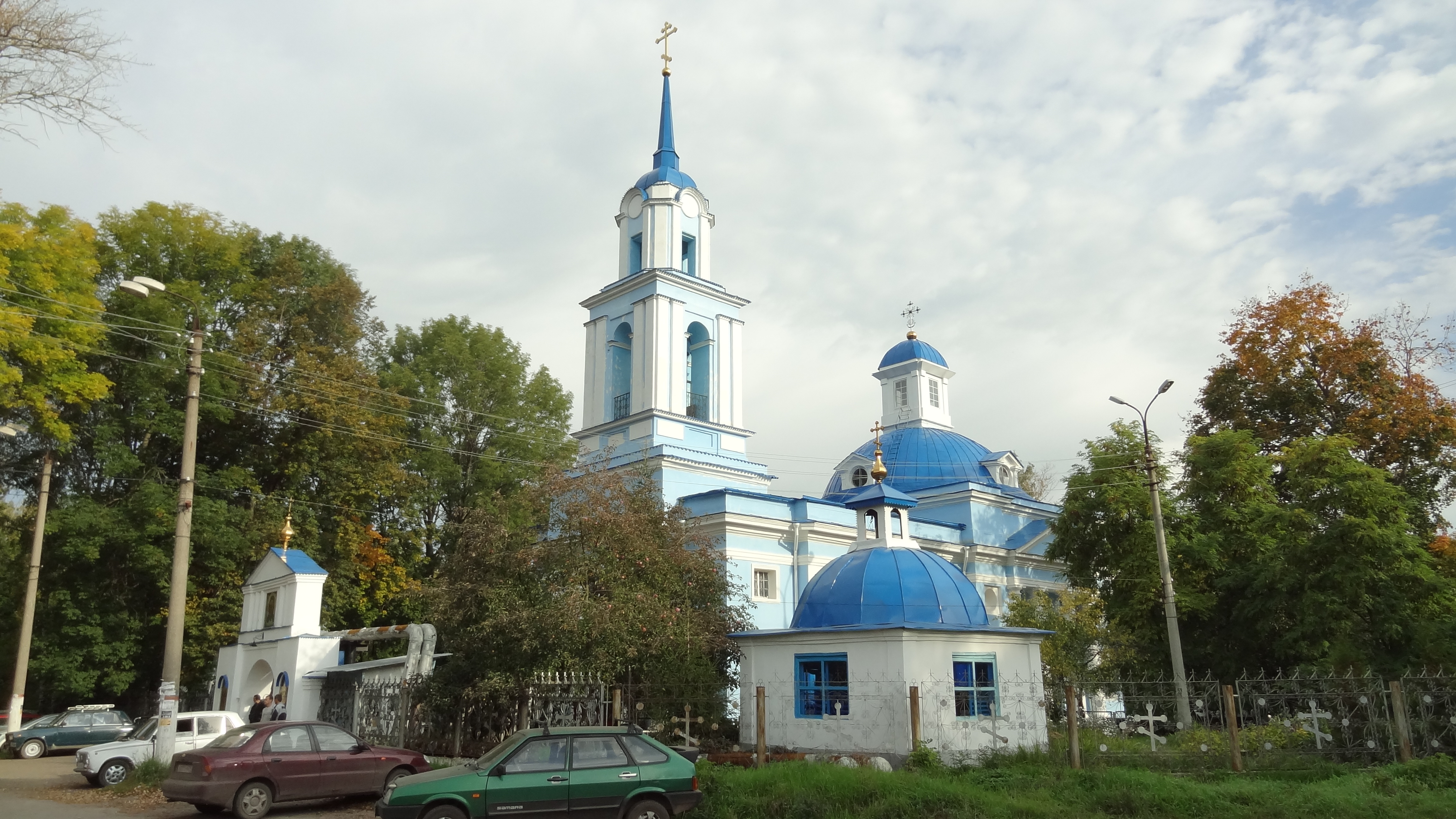
Verklärungskirche auf dem Bobrik-Berg

1773–1776 ließ Zarin Katharina die Große bei Bobriki ein Anwesen für ihren unehelichen Sohn errichten, der nach dem Ortsnamen den Familiennamen Bobrinski erhielt. Heute sind von diesem Landgut nur noch ein Kirchengebäude aus dem Jahr 1778 und das Familienmausoleum der Bobrinskis erhalten geblieben.
1881 wurden in der Umgebung des Ortes Braunkohlelagerstätten erschlossen. Zum Abbau wurde eine Bergarbeitersiedlung angelegt, die den Namen Donskoi in Anlehnung an den nahe fließenden Don erhielt. 1939 wurde Donskoi der Status einer Stadt verliehen.
2005 wurden die zuvor selbständige Stadt Sewero-Sadonsk (17.249 Einwohner) und die Siedlungen städtischen Typs Komsomolski, Nowougolny, Podlesny, Rudnew, Sadonje und Schachtjorski (zusammen 19.659 Einwohner; alle Angaben 2002) nach Donskoi eingemeindet, sodass sich die Einwohnerzahl der Stadt mehr als verdoppelte. Die Gesamteinwohnerzahl aller zusammengeschlossenen Orte ist jedoch bereits seit etwa 1970 rückläufig.

### Bevölkerungsentwicklung
| Jahr | Einwohner | Einwohner      | Einwohner   | Einwohner  | Einwohner | Einwohner | Einwohner | Einwohner     | Einwohner |
| ---- | --------- | -------------- | ----------- | ---------- | --------- | --------- | --------- | ------------- | --------- |
| Jahr | Donskoi   | Sewero-Sadonsk | Komsomolski | Nowougolny | Podlesny  | Rudnew    | Sadonje   | Schachtjorski | gesamt    |
| 1939 | 13.385    | …              | …           | 10.203     | …         | …         | 12.732    | …             | 36.320    |
| 1959 | 30.310    | 23.159         | …           | 7.430      | …         | 4.697     | 6.224     | 5.327         | 77.147    |
| 1970 | 33.402    | 22.417         | 2.932       | 6.289      | 5.556     | 3.769     | 4.450     | 3.779         | 82.594    |
| 1979 | 35.411    | 21.792         | 2.423       | 6.106      | 4.406     | 3.243     | 3.213     | 3.363         | 79.957    |
| 1989 | 36.158    | 20.378         | 2.120       | 7.224      | 2.886     | 2.693     | 2.318     | 3.051         | 76.828    |
| 2002 | 32.745    | 17.249         | 2.983       | 7.277      | 1.796     | 2.190     | 1.451     | 3.962         | 69.653    |
| 2010 | 64.552    |                |             |            |           |           |           |               | 64.552    |

Anmerkung: Volkszählungsdaten

## Wirtschaft und Verkehr
Heute spielt der Braunkohleabbau nahe Donskoi nur noch eine untergeordnete Rolle. Die Stadt verfügt über gut 30 Industriebetriebe, darunter Maschinenbau-, Möbel- und Textilfabriken. Es gibt in Donskoi einen Bahnhof, von dem aus Verbindungen unter anderem nach Tula, Nowomoskowsk, Kaluga, aber auch Sysran und andere Orte der Wolga-Region bestehen. Die nächste Fernstraße ist die M 4, die das nahe gelegene Uslowaja passiert.

## Söhne und Töchter der Stadt
- Nikolai Dudow (* 1952), Politiker
- Julija Snigir (* 1983), Schauspielerin und Model